# M&J
M&J è il primo album in studio della cantante e attrice francese Vanessa Paradis, pubblicato nel 1988.

## Il disco
Il disco è uscito quando Vanessa Paradis aveva 15 anni. Esso è stato interamente composto da Franck Langolff, mentre i testi sono di Étienne Roda-Gil.
Il primo singolo estratto Joe le taxi, è stato pubblicato nell'aprile 1987 ed è diventato una hit internazionale.
Il titolo omaggia Marilyn Monroe e John Kennedy, a cui viene dedicata una traccia.
In Francia è stato certificato disco di platino (oltre 300 000 copie vendute) nel 1996.

## Tracce
Tutti i brani sono scritti da Étienne Roda-Gil e composti da Franck Langolff.
1. Marilyn & John - 5:48
2. Maxou - 3:50
3. Le Bon Dieu est un marin - 4:28
4. Mosquito - 4:21
5. Soldat - 5:41
6. Joe le taxi - 3:56
7. Coupe coupe - 5:21
8. Chat ananas - 3:47
9. Scarabée - 6:25
10. Marilyn & John [English Version] - 5:46

## Formazione
- Vanessa Paradis - voce
- Joshua D'Arche - basso, tastiere
- François Ovide - chitarra
- Philippe Osman - basso, tastiere, chitarra, sintetizzatore
- Jacques Denjean - arrangiamento archi
- Christophe Josse - basso, tastiere, sintetizzatore
- Franck Langolff - chitarra, armonica
- Ann Calvert - cori
- Patrick Bourgoin - sassofono
- Carole Fredericks - cori
- Daniel Adjadj- cori
- Patrice Tison - chitarra
- Anne Papiri - cori
- Patrick Rousseau - percussioni
- Freddy Della - armonica
- Jean-Luc Escriva - cori
- Alain Ganne - sassofono
- Yvonne Jones - cori

## Classifiche
| Classifica (1988) | Posizione raggiunta |
| ----------------- | ------------------- |
| Francia           | 13                  |